# David Hampshire
David Alan Hampshire (Mickleover, Derbyshire, 29 de diciembre de 1917-Newton Solney, Derbyshire, 25 de agosto de 1990) fue un piloto de automovilismo británico que disputó dos carreras de Fórmula 1 en 1950.

## Carrera deportiva

### Fórmula 1
Participó en la primera carrera de la historia de la Fórmula 1 disputada el 13 de mayo de 1950, el GP de Gran Bretaña, que formaba parte del campeonato del mundo de la temporada 1950 de F1. Hampshire también disputó numerosas carreras no puntuables por el mundial de la F1.

## Resultados

### Fórmula 1
(Clave) (negrita indica pole position) (cursiva indica vuelta rápida)

| 1950    | Scuderia Ambrosiana | GBR 9 | MON | 500 | SUI | BEL | FRA Ret | ITA | NC | 0 |
| Fuente: |                     |       |     |     |     |     |         |     |    |   |